# نهائي كأس تركيا 2012
نهائي كأس تركيا 2012 هي المباراة النهائية من منافسة كأس تركيا 2011–12، أقيمت المباراة في 2012، في استاد انقره 19 ماي ‏، بين فريقي نادي فنربخشة، وبورصا سبور، وفاز فيها نادي فنربخشة، بعد أن هزم بورصا سبور، بنتيجة 4 - 0، وكان حكم المباراة بولنت يلدرم، وحضر المباراة 19500 شخصاً.

## تفاصيل المباراة
لعبت المباراة النهائية في 2012.
| نادي فنربخشة | 4 -0 | بورصا سبور |
| ------------ | ---- | ---------- |
|              |      |            |